# منتخب الكونغو لكرة اليد
منتخب الكونغو لكرة اليد هو الممثل الرسمي لجمهورية الكونغو في رياضة كرة اليد. نافس في بطولة أفريقيا لكرة اليد للرجال وظهر فيها 13 مرة كانت الأولى في سنة 1979 وكانت أفضل نتيجة له فيها هي المركز الثاني وذلك في سنة 1983.

## وصلات خارجية
- الموقع الرسمي